# Aberrantidae
Aberrantidae zijn een familie van borstelwormen (Polychaeta).

## Geslachten
- Aberranta Hartman, 1965